# 2-(Chlormethyl)imidazolin
2-(Chlormethyl)imidazolin ist eine chemische Verbindung und ein Derivat von Imidazolin.

## Gewinnung und Darstellung
2-(Chlormethyl)imidazolin kann aus Ethylchloracetimidat und Ethylendiamin gewonnen werden, indem diese Komponenten in der Kälte in salzsaurem Ethanol zur Reaktion gebracht und anschließend noch einige Stunden auf 40 °C erwärmt werden. Dabei entsteht zunächst das Hydrochlorid und außerdem stöchiometrische Mengen von Salmiak als Nebenprodukt. Letzteres kann aus der warmen Reaktionslösung abfiltriert werden. Die freie Base kann aus dem Hydrochlorid durch Behandlung mit Kalilauge gewonnen werden.

## Verwendung
2-(Chlormethyl)imidazolin wird in der Synthese von Arzneistoffen, wie z. B. Antazolin eingesetzt.